# Gratuitous Sax and Senseless Violins
Albums de Sparks
Interior Design
(1988) Plagiarism
(1997)
Singles
1. When Do I Get to Sing 'My Way' (en)
Sortie : octobre 1994
2. When I Kiss You (I Hear Charlie Parker Playing) (en)
Sortie : mars 1995
3. Now That I Own the BBC (en)
Sortie : 1995

Gratuitous Sax and Senseless Violins est le seizième album du groupe américain de rock Sparks. Il est sorti en 1994 sur le label Logic Records.

## Histoire
Gratuitous Sax and Senseless Violins sort six ans après le précédent album de Sparks, Interior Design (1988), le plus long intervalle entre deux albums du groupe. Durant cette période, le duo tourne son attention vers le cinéma, notamment en tentant de mettre sur pied une adaptation du manga Mai (en) de Kazuya Kudō et Ryōichi Ikegami. Le nom de Tim Burton circule pour le poste de réalisateur, mais le projet ne débouche sur rien de concret.
Sparks retrouve le chemin des studios en 1993 pour le single National Crime Awareness Week, puis pour un album entier aux sonorités Eurodance et techno. Publié en novembre 1994, Gratuitous Sax and Senseless Violins reçoit un accueil enthousiaste dans la presse musicale, qui compare fréquemment les frères Mael aux Pet Shop Boys,. Les trois singles qui en sont tirés se classent dans le hit-parade britannique : When Do I Get to Sing 'My Way' (en) est 32e, When I Kiss You (I Hear Charlie Parker Playing) (en) est 36e et Now That I Own the BBC (en) est 60e. Ils rencontrent également le succès en Allemagne, où ils se classent respectivement 7e, 61e et 81e.

## Fiche technique

### Chansons
Toutes les chansons sont écrites et composées par Ron Mael et Russell Mael.
| No  | Titre                                                | Durée |
| --- | ---------------------------------------------------- | ----- |
| 1.  | Gratuitous Sax                                       | 0:31  |
| 2.  | When Do I Get to Sing 'My Way' (en)                  | 4:37  |
| 3.  | When I Kiss You (I Hear Charlie Parker Playing) (en) | 5:13  |
| 4.  | Frankly, Scarlett, I Don't Give a Damn               | 5:03  |
| 5.  | I Thought I Told You to Wait in the Car              | 4:20  |
| 6.  | Hear No Evil, See No Evil, Speak No Evil             | 5:37  |
| 7.  | Now That I Own the BBC (en)                          | 4:45  |
| 8.  | Tsui Hark                                            | 4:31  |
| 9.  | The Ghost of Liberace                                | 4:15  |
| 10. | Let's Go Surfing                                     | 5:02  |
| 11. | Senseless Violins                                    | 0:50  |

### Musiciens
- Russell Mael : chant
- Ron Mael : claviers
- Tsui Hark, Bill Kong : voix sur Tsui Hark

### Équipe de production
- Russell Mael, Ron Mael : producteurs
- Steve Bates, John Thomas : ingénieurs du son, mixage
- Mark Stagg : production supplémentaire sur (When I Kiss You) I Hear Charlie Parker Playing, I Thought I Told You To Wait in the Car et Let's Go Surfing
- Alan Fisch : ingénieur du son sur (When I Kiss You) I Hear Charlie Parker Playing et I Thought I Told You To Wait in the Car
- Linus Burdick : production supplémentaire sur Now That I Own The BBC, Hear No Evil, See No Evil, Speak No Evil et Let's Go Surfing

### Classements et certifications
| Pays (classement)            | Meilleure position |
| ---------------------------- | ------------------ |
| Allemagne (Media Control AG) | 29                 |